# Кэнди, Артур
Уильям Артур Фрэнсис Кэнди (англ. William Arthur Francis Candy; 19 июня 1934, Палмерстон-Норт — 25 июня 2019, Роторуа, Бей-оф-Пленти) — новозеландский трековый и шоссейный велогонщик, выступавший за сборную Новой Зеландии по велоспорту в первой половине 1960-х годов. Участник Игр Британской империи и Содружества наций в Перте, летних Олимпийских игр в Токио.

## Биография
Артур Кэнди родился 19 июня 1934 года в городе Палмерстон-Норт на Северном острове, Новая Зеландия.
Впервые заявил о себе в велоспорте на международном уровне в сезоне 1962 года, когда вошёл в основной состав новозеландской национальной сборной и побывал на Играх Британской империи и Содружества наций в Перте. Выступал здесь в трековых дисциплинах: в скрэтче на 10 миль и в индивидуальной гонке преследования на 4000 метров — в первом случае не показал никакого результата, тогда как во втором случае дошёл до стадии четвертьфиналов, уступив англичанину Чарли Маккою.
Благодаря череде удачных выступлений удостоился права защищать честь страны на летних Олимпийских играх 1964 года в Токио — стал 164-м по счёту олимпийцем Новой Зеландии. В программе 100-километровой шоссейной командной гонки с раздельным стартом вместе с соотечественниками Лори Байерсом, Ричардом Джонстоном и Максом Грейсом показал время 2:38:37,35, расположившись в итоговом протоколе соревнований на 18 строке.
После токийской Олимпиады Кэнди больше не показывал сколько-нибудь значимых результатов в велоспорте на международной арене.
Был женат, имел троих детей.
Умер 25 июня 2019 года в городе Роторуа в возрасте 85 лет.